# Antoigny
Antoigny è una frazione di 122 abitanti del comune di La Ferté-Macé, situato nel dipartimento dell'Orne nella regione della Normandia. Fino al 12 gennaio 2016 ha costituito un comune autonomo.

## Società

### Evoluzione demografica
Abitanti censiti